# Schloss Münichhofen
Schloss Münichhofen är ett slott i Österrike.   Det ligger i distriktet Weiz och förbundslandet Steiermark, i den östra delen av landet, 120 km söder om huvudstaden Wien. Schloss Münichhofen ligger 394 meter över havet.
Terrängen runt Schloss Münichhofen är kuperad norrut, men söderut är den platt. Närmaste större samhälle är Weiz, 5,4 km väster om Schloss Münichhofen. 
I omgivningarna runt Schloss Münichhofen växer i huvudsak blandskog. Runt Schloss Münichhofen är det ganska tätbefolkat, med 80 invånare per kvadratkilometer.